# Ernst Insam
Ernst Insam (Kitzbühel, 6 giugno 1927 – Jochberg, 19 luglio 2014) è stato un pittore e grafico austriaco.

## Biografia
Ernst Insam andò a Vienna nel 1952 per studiare con Sergius Pauser all'Accademia di Belle Arti e con i professori Schwarz e Herbert all'Accademia per le arti applicate. Fino al 1965 l'artista fu principalmente attivo come artista grafico commerciale. Inizialmente, Insam ha progettato poster per tabacco reale austriaco, banche e biochimica, ma anche per gruppi internazionali come Shell, Volvo, Philips e Sandoz.
A metà degli anni '60, Insam tornò alla pittura. In tal modo, ha affrontato il problema del colore con straordinaria veemenza e ha raggiunto risultati che lo identificano come un artista dal percorso indipendente. Insam ha posto una forte enfasi sulla pittura contemporanea in Austria. Mostre speciali: 1967 nella Secessione di Vienna, 1968 nella "Galerie auf der Stubenbastei" e negli showroom Citroen di Vienna, 1969 nel Kurhaus di Kitzbühel e 1970 nella Stadtgalerie di Eisenstadt.
Le opere di Insam comprendono diversi stili artistici, che vanno dal tachismo al naturalismo, dal disegno in sezione all'interior design tridimensionale, e con l' acquerello che gioca un ruolo importante nella sua opera. Il Tirolo in quanto paese degli sport invernali, spesso ispira i suoi quadri.
Nelle opere degli anni '70 si verifica una maggiore linearità nelle opere di Insam, ma assume anche un contrasto aggressivo con la Pop Art. La sua pittura è anche dovuta al modo in cui è stata creata spontaneamente.
L'attaccamento alla sua città natale di Kitzbühel è stato documentato nel 2004 quando prese parte a The Art of Tolerance, dove progettò un orso Kitzbühel per la mostra United Buddy Bears, che accompagnò il tour mondiale negli anni seguenti e fu successivamente venduto all'asta a favore dell'UNICEF.

## Premi e riconoscimenti
- 1956: 1. Premio per il poster: Shell con ICA
- 1958: 1. premio internazionale: Touring via Shell - Inghilterra
- 1963: 1. Premio internazionale per il simbolo del risparmio mondiale
- 1965: Premio per il miglior poster dell'anno (Kulturamt der Stadt Wien)
- 1968: 3. Biennale grafica di Bolzano
- 1970: concorso di grafica austriaca, Premio Burgenland
- 1972: concorso di grafica austriaca
- 1974: Grafica austriaca - Bolzano, Bregenz, Zagabria
- 1976: 1. Prezzo attrezzature e progettazione della cappella funeraria di St. Johann in Tirol
- 1977: 1. Premio al concorso di manifesti Weinland Burgenland
- 1977: 1. Premio al concorso per il Sigillo del Landeskulturzentrum Linz
- 1978: 1. Premio al concorso di poster della pubblicità turistica tirolese
- 1980: 3. Premio all'International Tourism Exchange Berlin for Tirol poster
- 1991: professore di titolo professionale [5]